# Touhami Sebie
Touhami Sebie (en arabe : تهامي سبعي) est un footballeur algérien né le 3 mai 1988 à Aïn Témouchent. Il évolue au poste de défenseur central au CA Bordj Bou Arreridj.

## Biographie
Touhami Sebie évolue en première division algérienne avec les clubs de l'USM Blida, de l'AS Khroub, de la JS Saoura et de la JS Kabylie. 
Il inscrit quatre buts en première division avec l'équipe de Saoura. A plusieurs reprises, il officie comme capitaine de cette équipe.

## Palmarès

### En club
JS Saoura
- Championnat d'Algérie :
  - Vice-champion : 2015-16.